# Donald Love
Donald Alistair Love (Rochdale, 2 dicembre 1994) è un calciatore scozzese, difensore dell'Accrington Stanley.

## Caratteristiche tecniche
Terzino destro, in grado di giocare su entrambe le fasce. Tatticamente versatile, all'occorrenza può essere schierato sia come centrale di difesa, sia come vertice basso di centrocampo. Si distingue per capacità atletiche e per l'abilità nell'uno contro uno.

## Carriera

### Club
Entra nel settore giovanile dei Red Devils all'età di 7 anni. Il 2 ottobre 2015 passa in prestito per due mesi al Wigan, in League One. Esordisce tra i professionisti il giorno successivo contro il Walsall (0-0 il finale), subentrando al posto di Will Grigg a 20' dal termine della gara. L'8 dicembre le due società si accordano per l'estensione del prestito fino al 7 gennaio 2016.
Rientrato a Manchester, il 13 febbraio 2016 sostituisce Matteo Darmian, infortunatosi alla spalla nel corso della partita disputata tra Red Devils e Sunderland, esordendo in prima squadra. Il 18 febbraio viene schierato titolare in Midtjylland-Manchester United (2-1), partita valida per l'andata dei sedicesimi di finale di Europa League.

### Nazionale
Ha giocato nelle nazionali giovanili scozzesi Under-17 ed Under-19.
Il 26 marzo 2015 esordisce - contro l'Ungheria - con la rappresentativa Under-21 scozzese, subentrando nella ripresa al posto di Callum Paterson. Prende poi parte agli incontri di qualificazione agli Europei Under-21 2017.

## Statistiche

### Presenze e reti nei club
Statistiche aggiornate al 27 settembre 2016.
| Stagione        | Squadra           | Campionato      | Campionato | Campionato | Coppe nazionali | Coppe nazionali | Coppe nazionali | Coppe continentali | Coppe continentali | Coppe continentali | Altre coppe | Altre coppe | Altre coppe | Totale | Totale |
| Stagione        | Squadra           | Comp            | Pres       | Reti       | Comp            | Pres            | Reti            | Comp               | Pres               | Reti               | Comp        | Pres        | Reti        | Pres   | Reti   |
| --------------- | ----------------- | --------------- | ---------- | ---------- | --------------- | --------------- | --------------- | ------------------ | ------------------ | ------------------ | ----------- | ----------- | ----------- | ------ | ------ |
| 2015-gen. 2016  | Wigan             | FL1             | 7          | 0          | FACup+CdL       | 1+0             | 0               | -                  | -                  | -                  | FLT         | 0           | 0           | 8      | 0      |
| gen.-giu. 2016  | Manchester United | PL              | 1          | 0          | FACup+CdL       | 0               | 0               | UCL+UEL            | 0+1                | 0                  | -           | -           | -           | 2      | 0      |
| 2016-2017       | Sunderland        | PL              | 12         | 0          | CdL             | 2               | 0               | -                  | -                  | -                  | -           | -           | -           | 14     | 0      |
| Totale carriera | Totale carriera   | Totale carriera | 20         | 0          |                 | 3               | 0               |                    | 1                  | 0                  |             | 0           | 0           | 24     | 0      |

## Palmarès
- Coppa d'Inghilterra: 1

Manchester United: 2015-2016